# Evangelisches Krankenhaus Luckau

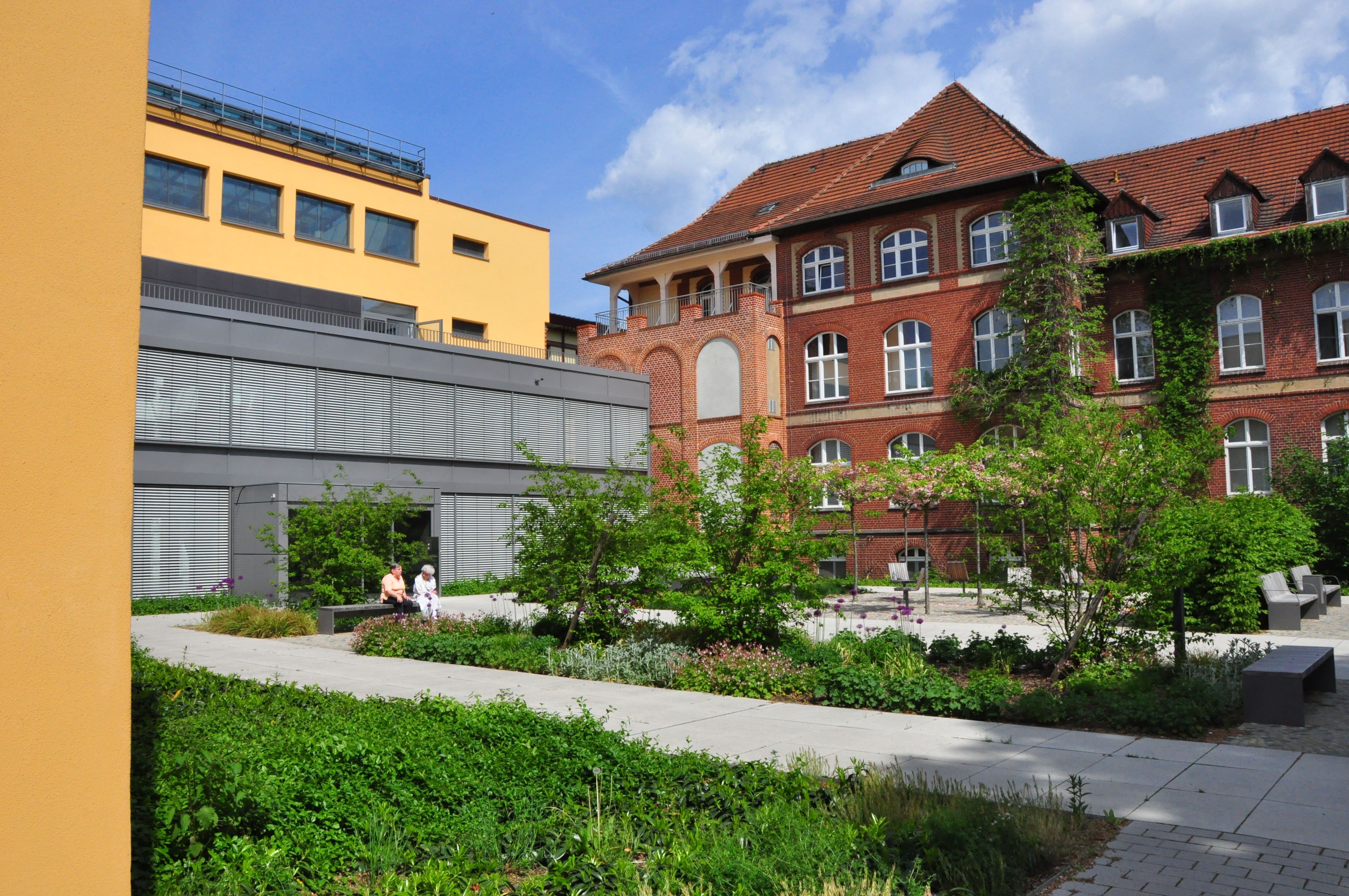
Evangelisches Krankenhaus Luckau

Das Evangelische Krankenhaus Luckau ist ein Krankenhaus der Grundversorgung im Verbund Evangelisches Diakonissenhaus Berlin Teltow Lehnin.

## Geschichte
1902/03 wurde das Haupthaus nach einem Entwurf des Königlichen Bauinspektors von Bandel gebaut und mit 65 Betten eingerichtet. Bereits 1914/15 wurde ein Anbau in westlicher Richtung errichtet und die Bettenkapazität auf 90 Betten erweitert. Kurz vor Ende des Zweiten Weltkrieges wurde das Krankenhaus als Kriegsgefangenenlazarett durch die russische Armee genutzt. Der Betrieb als Zivilkrankenhaus konnte trotzdem notdürftig aufrechterhalten werden. Nach einer Typhusepidemie 1945 wurde für die Versorgung von Patienten weitere Gebäude hinzugenommen.
In den folgenden Jahrzehnten wurde eine Infektionsstation, eine Röntgenabteilung und die Küche gebaut. 1973 wurde eine urologische Abteilung mit 28 Betten eingerichtet. Elf Jahre später wurde nach Rekonstruktion und Erweiterung der Infektionsstation die gynäkologisch/geburtshilfliche Abteilung mit 35 Betten übergeben. 1986 wurde eine Notambulanz im Hauptgebäude zur fachgerechten Erstversorgung von Notfällen geschaffen.
Am 1. Mai 1993 wurde das Krankenhaus vom Evangelischen Diakonissenhaus Berlin-Teltow übernommen. Nach dem Wechsel der Gesellschaftsform wird das Krankenhaus in „Evangelische Krankenhaus Luckau gGmbH“ umbenannt. 2006/07 entstand auf dem Gelände ein Ärztehaus mit fünf Praxen verschiedener Fachrichtungen und einem medizinischen Labor.
Am 1. Oktober 2009 wurde ein Kooperationsvertrag mit dem Ambulanten Zentrum für Lungenkrankheiten und Schlafmedizin Cottbus im Bereich der Schlafmedizin und gleichzeitige Übernahme des Krankenhausschlaflabors durch das Ambulante Zentrum abgeschlossen. Im Dezember 2009 übernahm das Evangelische Krankenhaus den Versorgungsauftrag für Geriatrie. Am 29. September 2011 wurde die Klinik für Geriatrie eröffnet. Drei Jahre später kam die Geriatrische Tagesklinik mit zehn Betten dazu.
Seit 2015 ist das Evangelische Krankenhaus Luckau Kooperationspartner der Medizinischen Hochschule Brandenburg Theodor Fontane.

## Kliniken / Fachabteilungen
- Klinik für Anästhesie und Intensivmedizin
- Klinik für Allgemein-, Viszeral- und Unfallchirurgie
- Klinik für Geriatrie
- Klinik für Innere Medizin
- Klinik für Urologie
- Innere Endoskopie
- Notfallambulanz[3]

## Kenngrößen
Jährlich werden ca. 6.000 stationäre und ca. 6.000 ambulante Patienten versorgt. Am Krankenhaus befinden sich ein Ärztehaus sowie der Notarztstandort.

## Zertifizierung
Das Evangelische Krankenhaus Luckau ist als Lokales Traumazentrum zertifiziert.